# Amurius
Amurius war ein antiker römischer Toreut (Metallbildner), wahrscheinlich in der zweiten Hälfte des 1. Jahrhunderts in Italien tätig.
Amurius ist heute nur noch aufgrund eines Signaturstempels auf einer Badeschale aus Bronze bekannt. Diese wurde in Italien gefunden. Heute befindet sich das Stück im Museo Archeologico Mecenate in Arezzo.

## Einzelbelege
1. ↑  Inventarnummer ?; Richard Petrovszky: Studien zu römischen Bronzegefäßen mit Meisterstempeln. Leidorf, Buch am Erlbach 1993, S. 192, Nr. A.13.01.; CIL 11, 6717,1

| Personendaten    | Personendaten                              |
| ---------------- | ------------------------------------------ |
| NAME             | Amurius                                    |
| KURZBESCHREIBUNG | antiker römischer Toreut                   |
| GEBURTSDATUM     | 1. Jahrhundert v. Chr. oder 1. Jahrhundert |
| STERBEDATUM      | 1. Jahrhundert oder 2. Jahrhundert         |